# Lisbet Dahl
Lisbet Dahl R. (født 9. april 1946 i København) er en dansk skuespillerinde og fhv. instruktør for Tivolirevyen og Cirkusrevyen.

## Baggrund
Lisbet Dahl er datter af teaterinspektør og skuespiller Helge Dahl (1901-1981) og hustru revyskuespillerinde Toni Biering (1920-1986).
I 1966 fik hun datteren Louise med skuespilleren Benny Bjerregaard. I 1967 fik hun sønnen Jacob med en løjtnant i flyvevåbnet. I 1970 fik hun datteren Martine med en svensk danser. Fra 1970 til 1976 var hun gift med skuespilleren Lars Høy. Fra 1977 til 1981 var hun gift med skuespilleren og teaterdirektøren Preben Kaas (1930-1981). Fra 1983 til 1986 levede hun papirløst sammen med forfatteren Peter William Møller-Holst (1942-1998), som hun i 1984 fik datteren Elizabeth med. Fra 1987 til 1992 var hun gift med lydmanden Claus Wolter, som hun 1990 fik sønnen Gustav Wolter med. Fra 1995 til 2000 var hun gift med forretningsmanden Stefan Fønss (1939-2023), der var søn af Sejr Volmer-Sørensen.

## Skuespiller og instruktør
Hun læste hos Søren Weiss og blev i 1967 uddannet på Aalborg Teater og fik herefter flere roller på teatret. Sidenhen kom hun til Jomfru Ane Teatret i Aalborg, Rottefælden i Svendborg og Folketeatret i København. Hun har bl.a. medvirket i teaterstykkerne Pippi Langstrømpe, Hamlet, Cabaret og Mylord.

### Film og tv
Som film- og tv-skuespiller er Lisbet Dahls måske betydeligste rolle nok som den polskfødte lægefrue i DR's tv-serie Sommer.
Hun lagde også dansk stemme til Yzma i Kejserens nye flip, Kejserens nye flip 2: Kronks nye flip og spin-off serien Kejserens nye skole

### Revy
Der hvor Lisbet Dahl nok har gjort sig mest bemærket i kunstneriske sammenhænge er revy.
Hun havde sin debut i revysammenhænge i 1972 på Rottefælden i Svendborg.
Fra 1974 har hun i flere perioder været skuespiller, kunstnerisk leder og instruktør for Cirkusrevyen på Dyrehavsbakken.
Her har hun med sikker hånd ført revyen frem til den fremmeste i Danmark.
I 1998 var hun instruktør kunstnerisk leder og skuespiller på Tivolirevyen.
Lisbet Dahl kom tilbage til Cirkusrevyen som chef i 2001.
Hendes succes er fortsat med rekordmange solgte billetter til revyen i 2012.
Som Cirkusrevyens revyskuespiller har hun parodieret Angela Merkel og i flere omgange Lars Løkke Rasmussen.
Efter en succesfuld 2013-sæson modtog hun den 500.000 kroner store Wilhelm Hansen Fondens hæderspris hvor det hed i begrundelsen:
| „ | Som chef for Cirkusrevyen har du givet den folkekære institution det højst tænkelige niveau i genren, tekster med skarphed og idé, politisk snert, som i år, hvor du spillede Lars Løkke Rasmussen bedre, end han selv kunne have gjort det. | “ |

Lisbet Dahl havde sin sidste sæson i Cirkusrevyen i 2021. I foråret 2022 blev hun smittet med COVID-19 og senfølgerne af sygdommen, gjorde det umuligt for hende at gennemføre sæson 2022. Sæsonen skulle have været hendes sidste som instruktør og skuespiller i revyen.
I 2023 vendte hun tilbage til Tivolirevyen som instruktør og kunsterisk leder. Under prøverne til Tivolirevyen i juni 2024 måtte Lisbet Dahl sygemelde sig grundet en utæt hjerteklap. Hun nåede kun at medvirke i få af sæsonens forestillinger. Efter sæsonens afslutning stoppede hun som kunsterisk leder og spillende instruktør af Tivolirevyen.

## Andet
Udover sit arbejde som skuespiller og instruktør har Lisbet Dahl involveret sig i arbejdet med at hjælpe ældre med at komme i gang med IT.
I 2013 medvirkede hun i en udgave af portrætprogrammet Her er dit liv.
Butikskæden Lisbeth Dahl (med h i Lisbeth) har ingen forbindelse til skuespilleren.

## Udmærkelser
- 1981 Årets Dirch
- 1983 Henkelprisen
- 1988 Bakkens Oscar
- 2000 blev hun Ridder af Dannebrog.
- 2001 Årets Æreskunstner i Revyernes Revy
- 2011 Rødekro Kulturpris[14][15]
- 2011 Teaterprisen[16]
- 2016 Æresprisen ved Reumert-uddelingen 2016

## Udvalgt filmografi
- Pigen og drømmeslottet – 1974
- Nøddebo Præstegård – 1974
- Familien Gyldenkål – 1975
- Violer er blå – 1975
- Blind makker – 1976
- Spøgelsestoget – 1976
- Normannerne – 1976
- Julefrokosten – 1976
- Firmaskovturen – 1978
- Fængslende feriedage – 1978
- Attentat – 1980
- Kidnapning – 1982
- Tre engle og fem løver – 1982
- Den ubetænksomme elsker – 1982
- Forræderne – 1983
- Kurt og Valde – 1983
- De uanstændige – 1983
- Den kroniske uskyld – 1985
- Walter og Carlo - op på fars hat – 1985
- Kampen om den røde ko – 1987
- Rødtotterne og Tyrannos – 1988
- Høfeber – 1991
- Sort høst – 1993
- Kærlighed ved første desperate blik – 1994
- Nonnebørn – 1997
- Ulvepigen Tinke – 2002
- Sommer – 2008/09

## Revy
- Cirkusrevyen (1974-77), (1985-89), (1991-95), (2002-2022)
- Holstebro-revyen (1979) (1985)
- Svendborg Sommerteater – Rottefælden (1972)
- Tivolirevyen (1981-83, 2023-2024)
- Lisbet & Ulf Show (2010)